# 万户

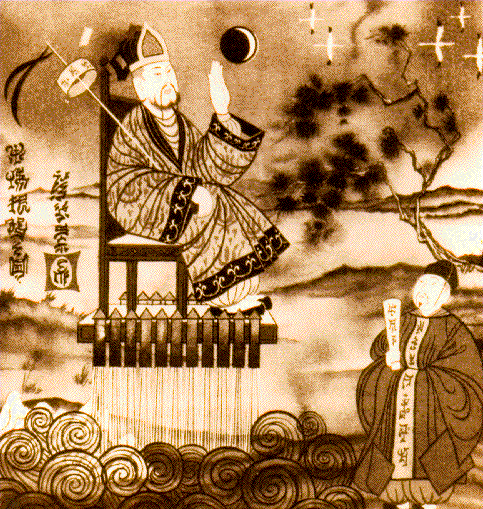
美國市民防空協會繪製的萬戶（圖左人物）事迹的現代想象圖。注意圖上的文字并不是真正的漢字。

萬户（又作萬虎，英語：或），近現代文獻流傳的中國古代人物和傳說中的明朝官员，被稱爲「歷史上首位嘗試用火箭昇空的人」或者「人类的航天鼻祖」，国际天文联合会将月球背面的一座环形山以他的名字命名。不過「萬戶」其人其事是否存在尚不明确，目前能查到有關「萬戶飛天」故事的最早記載都出自20世紀西方文献，現存中國歷史文献尚未發現关于萬戶的可信記載。
许多航天专家、科普作家等认为万户是中国历史上的真实人物并对他表示崇敬，但汉学家李约瑟等人则对万户其人其事的真实性有所怀疑。中国上海图书馆馆员祝淳翔进一步主张「萬戶」實際上是一位虛構人物。不过根據帅平、李学通和宋庆国等学者和航天专家之研究，「萬戶飞天」的故事很可能来自于明清之际来华的欧洲传教士的口耳相传或依据中国一本已经失传的古代文献中的记载，认为万户的事迹确有可能真实存在过。
美國政府机构如美国空军部、美国国家航空航天局和美國眾議院撥款委員會等公布过的资料中视萬戶飞天的事迹为真人真事，并称万户被广泛认为是世界上第一个使用火箭作为飞行器的人。中國较近的资料包括中华人民共和国教育部审定的科学教科书、部分政府机构网站及科技著作等认为，萬戶实有其人，本名陶成道，是明朝初年的士大夫，作为功臣被明朝封爲「萬戶」，并做出了利用火箭飞天的努力。

## 故事概述
目前主流的「萬戶飛天」故事，是說14世纪末或15世紀左右有位中國官員「萬戶」（更近的资料称其本名为陶成道），为明朝时期的一名功臣和能工巧匠。為了實現自己的航天夢想，他坐在綁上了47支火箭的椅子上，手裡拿着风筝，并让僕人们點火，使自己飛向天空，但火箭不久后在空中爆炸，萬戶也為此獻出了生命。雖然萬戶昇空失敗，但此舉具有劃時代的意義。他被称为「世界航天第一人」及「人类为实现太空飞行而努力的第一位牺牲者」。月球背面的一座环形山因其得名，即万户撞击坑。

## 故事流傳
「萬戶飛天」的故事自20世纪以来已在美国、中国以及其它一些国家广为流传，包括很多政府机构、学者著作、教科書等。

### 流传于美國：「Wan-Hoo」或「Wan Hu」
最迟到1940年代，「Wan-Hoo」（后逐渐写作「Wan Hu」，下译萬戶）飛天的故事在美国流传开来。此后该故事大量地出現在美國各種科普作品中，普遍被视为真人真事而進行轉載。例如，赫伯特·齐姆的《火箭與噴射》（Rockets and Jets, 1945）以及喬治·愛德華·彭德雷的《火箭動力時代的到來》（The Coming Age of Rocket Power, 1945）等作品中，都对万户的故事进行了描述，内容大同小異。其中赫伯特·齐姆的作品对万户之事迹的描述如下：

Early in the sixteenth century, Wan decided to take advantage of China's advanced rocket and fireworks technology to launch himself into outer space. He supposedly had a chair built with forty-seven rockets attached. On the day of lift-off, Wan, splendidly attired, climbed into his rocket chair and forty seven servants lit the fuses and then hastily ran for cover. There was a huge explosion. When the smoke cleared, Wan and the chair were gone, and was said never to have been seen again.
在16世纪初，萬戶決定尝试用中国先进的火箭和烟花技术，以將自己發射到外太空。據說他制作了一張椅子，上面有47枚火箭。在发射当天，他穿戴華麗，坐上座椅，47名仆人同时點燃了導火線，然後急忙跑去尋找掩體。随着一阵剧烈的爆炸，当硝烟散尽后，他和他的椅子灰飞烟灭，再也沒有出現過。 

不仅如此，美国政府机构官方资料如美国国家航空航天局噴射推進實驗室资料和美国空军部手册等亦认为实有其人，并称他是首次有记录的载人火箭飞行尝试者及人类为实现太空飞行而努力的第一位牺牲者等。美国陆军部发布过的信息文摘中认为他是一位喜欢冒险的学者和科学家，但不幸的是他并没有遵守安全操作规则、飞行可靠性以及确保反应能力的积极措施这三项保证安全的基本规则，故其结果自然是灾难性的。
美国空军通讯社等于1961年发布的资料亦曾对万户的事迹有以下描述，指出万户普遍被认为是中国历史上的真实人物（虽然具体日期尚未确定），不过也有人会视该故事为传说：

No date has been assigned to the mysterious disappearance of a Chinese named Wan Hu, but all authorities are agreed that he vanished amid smoke, flame, and the thunder of rockets sometime around 1200 A.D. According to history (some say fable) Wan Hu built a vehicle, the main characteristics of which were two kites, 47 rockets, and a seat. Upon his signal assistants touched off the rockets. The whole shebang went up with a fearful roar and Wan Hu was never again seen in those parts - or any place else.
Wan Hu was, in essence, the embodiment of adventurous, inquisitive, restless man. The urge to go a little bit farther, faster, gripped him as it does the rocketeers of today.
一位名叫万户的中国人神秘失踪，具体日期尚未确定，但各方均一致认为，他在1200年左右消失在烟雾、火焰和火箭的轰鸣声中。根据历史记载（有人说是传说），万户制造了一辆座椅车，其主要特征是两只风筝、47枚火箭和一个座位。他的助手发出信号后，点燃了火箭。整个车子在一声可怕的轰鸣声中升空，从此再也没有在那个地方或任何其它地方见过万户。
从本质上讲，万户是冒险、好奇、不安分的人的化身。他和今天的火箭专家一样，渴望走得更远、更快。

美國眾議院撥款委員會在2006年发布的资料也有以下内容，认为万户作为真实的中国历史人物，其事迹发生于14世纪，是中国人的太空梦的一部分：

Chinese person's space dream could be traced to several centuries ago. Back in the 14th century, a Chinese named Wan Hu attempted to send himself into sky by lighting 47 gunpower-packed bamboo tubes tied to his chair. Although he got killed in his bold attempt, Wan has since been widely regarded as the world's first person using rockets as a flight vehicle.
中国人的太空梦可以追溯到几个世纪前。早在14世纪，一位名叫万户的中国人就试图点燃绑在椅子上的47根装满火药的竹管，将自己送上天空。虽然他在这次大胆的尝试中丧生，但万户后来被广泛认为是世界上第一个使用火箭作为飞行器的人。

而美国科学家特拉維斯·泰勒则在其作品中对万户其人其事有如下描述。他视万户的故事为传说，表示虽然不能确定其真实性但是个好故事：

There is a tale of a Chinese official named Wan-Hu building a rocket chair and launching himself. The story says that 47 rockets and 2 kites were attached to a chair, and then Wan-Hu had himself launched by assistants. Once the fuses were lit, there was, according to the story, smoke and a loud roar, and then, when the smoke cleared, Wan-Hu was nowhere to be found. Gunpowder those days was quite unstable and was just as likely to explode as to burn in a rocket. It is more likely that Wan-Hu launched himself to oblivion in millions of tiny pieces rather than into the sky. Of course, it is not certain if this story is true or just that, a story. But it is a good one, nonetheless.
有一个传说讲的是一位名叫万户的中国官员建造了一把火箭椅，然后自己发射了出去。根据该故事，有47枚火箭和两只风筝被固定在一把椅子上，然后万户让助手将自己发射了出去。当引信点燃后就出现了浓烟和一声巨响，当烟雾散去时万户再也无法被找到。当时的火药相当不稳定，爆炸的可能性和火箭燃烧的可能性一样大。他更有可能是将自己炸成了数百万个小碎片，然后自己飞向虚空，而不是飞向天空。当然，这个故事是真是假还不得而知，或者只是个故事。但无论如何，这是一个好故事。

美国火箭专家詹姆斯·史密斯·麦克唐纳表示万户是世界上第一个进行载人火箭飞行尝试的人。美国教授威廉·E·伯罗斯认为「如果情况属实，那么万户将拥有三重荣誉：第一个乘坐火箭的人，第一个驾驶自推进式重于空气的装置飞行的人，以及第一个在试飞中丧生的火箭飞行员」。
自此，「萬戶飛天」的故事已在美国广泛流传并定型。主角在英文中原写作「Wan-Hoo」（可能是郵政式拼音），到20世纪下半叶以后逐渐改用「Wan Hu」或「Wan-Hu」。事情发生年代爲明朝中前期左右，且均有使用風箏、坐上有47枚火箭的椅子等主要細節，而最終他都因火箭爆炸而犧牲。

### 流傳于中國：「萬戶」或「萬虎」
現存中國歷史資料中，尚未發現关于「萬戶飛天」的确切記載。萬戶的故事最迟到20世纪后期在中国流传开来，称为「萬戶飞天」，成为一个典故。到21世纪初期为止，中国已有诸多文献传播了万户的故事，包括多个中国政府机构网站。比如中国国家航天局网站就对「萬戶飞天」的故事有以下描述，并提到国际天文联合会为纪念万户作为第一个试图利用火箭作飞行的人而用他的名字来命名月球背面的一座环形山：

“万户飞天”是人们对一个史实的形象概括。1945年，美国火箭学家赫伯特·S·基姆（Herbert.S.Zim）在他所著的《火箭与喷射》（Rockets and Jets）一书中记述说：“约当14世纪之末，有一位中国的官吏名叫万户，他在一把坐椅的背后，装上47枚当时可能买到的最大火箭。他把自己捆绑在椅子的前边，两只手各拿一个大风筝。然后叫他的仆人同时点燃47枚大火箭，其目的是想借着火箭向前推进的力量，加上风筝上升的力量飞向前方。”
在苏联、德国和英国等国的火箭学者的一些著作中，也提到了这件事。在20世纪70年代的一次国际天文联合会上，将月球背面的一座环形山命名为“万户”山，以纪念“第一个试图利用火箭作飞行的人”。

中国新闻社主办的中新网也对「萬戶飞天」的故事有以下描述，认为其作为一个非常著名的发生在明朝的故事，万户的努力虽未成功但却具有划时代的意义，并被誉为“火箭飞行第一人”：

有意思的是，有个非常著名的典故叫“万户飞天”，讲的就是明朝时的故事。在后来的航天研究中，故事的主人公“万户”，被称为是中国用火箭载人升天的第一人。
15世纪，一位叫万户的明朝官员手执两张风筝，将自己捆绑在座椅上，椅后加装47枚火箭，用蜡烛点燃火箭后升空，不幸的是，万户最终殒命。相较于神话传说中的嫦娥奔月故事，万户的故事极具现实特征。万户虽未成功，但具有划时代的意义，他被誉为火箭飞行第一人。1970年，在英国布赖顿召开的国际天文学会议上，月球背面一座环形山正式以“WanHoo”命名，从此，万户被很多人知晓。

中国政府网的科普文章则表示人类历史上从没有停止过艰辛的探索，而且不像中国古代社会的女娲补天、夸父追日、嫦娥奔月、牛郎织女等神话传说，中国历史人物万户作为明代官员，其飞天试验尽管失败，但已被全球公认为“人类飞天第一人”：

航天活动具有很大的风险，探索性很强，甚至还有许多不可知、不可预测的因素，但是，千百年来人类从没有停止过艰辛的探索。
从远古时代开始，人类就对头顶上的太空充满好奇，产生了许多原始的“飞天”神话。比如同学们熟悉的，在我国古代社会就有女娲补天（五色石补天）、夸父追日、嫦娥奔月、牛郎织女等美丽的传说。同学们可能知道，我国明代官员万户坐在捆绑着火箭的椅子上，进行飞天试验，尽管失败而亡，但仍被全球公认为人类飞天第一人，为了纪念他，月球上有一座山被国际天文联合会命名为“万户山”。

另外，「萬戶飛天」的故事也曾流傳於20世纪有留美經歷的中國科學家。1997年祁淑英、魏根发合著的传记《钱学森》提到，著名科学家钱学森的导师王士倬曾经给他讲过「万虎的故事」。據傳記中錢學森所言，故事發生在明朝成化十九年（1483年），富家子弟萬虎不愛官位，熱愛科學，特別是火藥和火箭，希望能將人送上天。於是他坐在捆綁47支火箭的蛇形飛車上，手持大風箏，命僕人點燃火箭。儘管僕人擔心萬虎的安全，萬虎堅決表示即使粉身碎骨也要為後人開創探天之路。飛車升空後火箭爆炸，最終萬虎墜落喪命並長眠於萬家山。錢學森傳記也提及美國火箭專家詹姆斯·麥克唐納讚譽萬虎爲第一位進行載人火箭飛行嘗試的先驅。不過，王士倬的自傳卻未有一語提及此事。
上海交通大学以科學家钱学森命名的钱学森图书馆中亦对万户其人其事有如下介绍，并表示万户因其向太空搏击的英雄事迹被世界公认为“真正的航天始祖”：

明朝时有一个名叫万户的人，因为厌恶了官场和人世间的生活，于是他开始谋划着逃离是非官场和人间，决定到月球上去生活。在一个月明如盘的夜晚，万户来到一座高山上。坐在绑了很多火箭的椅子上，手里拿着风筝，正对着明月，点燃引线。一瞬间，万户的两只脚下喷出火焰，整个人冲向半空。后来，人们在远处的山脚下发现了万户的尸体和火箭的残骸。
万户是世界上第一个利用火箭向太空搏击的英雄。他的努力虽然失败了，但他借助火箭推力升空的创想是世界上第一个，因此他被世界公认为“真正的航天始祖”，为了纪念这位世界航天始祖，世界科学家将月球上的一座环形火山命名为“万户山”。

不仅如此，万户的雕塑和壁画在中国各地的航天城、科学博物馆、科学主题公园等许多地方均有出现。例如中國西昌衛星發射中心科技園就有一座「萬戶飛天」的雕像。

### 流傳于中國续：「萬戶」本名陶成道
在中国20世纪后期以来的诸多文献广泛传播「萬戶飛天」故事的基础上，中国更近的资料认为名为「陶成道」的人物即为傳說中的「萬戶」。包括官方教科書、科技著作、政府网站在内的部分中文書籍和網文等在介绍和讲解时都会表示陶成道为「萬戶」的本名。如有書籍說万户本名陶成道，字东宁伯，是明朝士大夫，于明洪武二十三年（1390年）去世，主要著作有《火器神技艺》。也有書籍说万户即陶成道原为一位木匠，活跃于明朝初年，喜爱钻研，特别痴迷于技术发明方面，所以从军后改进过不少当时明朝军队所用的刀枪车船。他后来潜心研究好友班背将军遗留下来的著作《火箭书》，并用自己的知识给予完善，造出了各种各样的火箭。有说法称有一段據說是出自明朝后期殘本家谱《苍溪陶氏世系表》的文字，但该说法受到质疑，苍溪陶氏家族被懷疑伪造家谱。
根据中华人民共和国教育部审定的科学教科书，万户本名陶成道，是中国明朝人和世界上利用火箭升空的第一人。14世纪末，他设计制造了一种“飞龙”火箭，并利用这种火箭升空，但不久“飞船”即坠落，导致飞行失败，他也因此献出了生命。并认为他这种勇于探索、为科学献身的精神值得学习。
中国甘肃兰州市科学技术局发布的科普文章对于陶成道有以下讲解，并解释他因功被明朝开国皇帝朱元璋（明太祖）封为「萬戶」这个官职，故人们习称他为“万户”。文中表明他因火箭升空飞行的努力而受到纪念并被世界公认为“真正的航天始祖”：

陶成道是明朝的开国功臣，朱元璋以元朝的官制授他为万户官，所以人们习称他为“万户”。万户喜钻研炼丹技巧，一次炼丹事故后，转为试制火器。万户晚年时曾将风筝与火药制成的火箭结合使用，进行升空尝试。他在一把座椅的背后装上47枚自制的火箭，将自己捆在椅子上，双手举着2个大风筝，然后叫人点燃火箭，设想利用火箭的推力，加上风筝的力量飞起。不幸火箭爆炸，万户当场献出了生命。万户的努力虽然失败了，但他借助火箭推力升空飞行的尝试在世界上还是第一次，不失为世界航空史上的伟大事件，因此这位向天空搏击的英雄被世界公认为“真正的航天始祖”。为了永远纪念万户的功绩，国际天文联合会将月球背面的一座环形山，命名为“万户山”。

中国空间探测专家、中国科学院国家空间科学中心研究员吴季在其科学著作《空间科学概论》中表示万户作为明朝发明家其真名为陶成道，万户只是官名。吴季认为陶成道利用这种火箭升空的努力虽然以灾难性的结局告终，但其壮举表明中国人长期以来一直梦想飞向太空，并热衷于为实现这一梦想而努力。
中国卫星遥感应用及测绘专家、航天科普作家颜翔在其科普著作《看见又看不见的太空》中也表明萬戶名为陶成道，原名陶广义，被朱元璋賜名「成道」并封赏为“万户”而人称“万户”，其尝试利用火箭飞天的努力发生于1390年。该著作亦受中国天津市中共委员会机关报《天津日报》之力荐：

每个人心里都住着一个宇航员。人类对于太空的向往，从古至今，历久弥新。很多人没想到，全球第一个尝试利用火箭飞天，也就是被称为“世界航天第一人”的，是一个600多年前的中国人，他叫陶成道，原名陶广义，是明朝的一位开国功臣，被朱元璋赐名“成道”，封赏“万户”，从此被人称为“万户”。
陶成道也是一名优秀的火器专家。1390年，陶成道晚年时期的某一天，他把47枚火箭绑在一个蛇形座椅车上，双手各持一只大风筝，下令仆人点火，试图利用火箭的推力和风筝的升力飞起来。不幸的是，点火后不久火药即爆炸，车毁人亡。
这就是“万户飞天”的故事，也是人类最早一次有记载的火箭发射。20世纪70年代，国际天文联合会将月球背面的一座环形山命名为万户“Wan Hoo”。

中國浙江金華市人民政府官網亦有类似介绍，表明陶成道初名陶广义，而「陶成道」之名为朱元璋所賜，并因功被其封为「万户」。其介绍文字认为陶成道原居住在浙江金华，后来一直钻研火器，乃至最后有飞天之举：

元朝末年，居住在浙江金华的陶广义爱好研究炼丹技术。在一次意外爆炸后，他的研究方向从丹药转向火器。朱元璋到达金华时，邀请他出山助战。陶广义带着三百弟子，带上他研制的火器，随同朱元璋出征，最终帮助朱元璋取得了天下。陶广义被朱元璋封为“万户”，赐名陶成道。
陶成道一生钻研火器，到了晚年，有了很高的造诣。经过漫长的努力和准备，他决定尝试人类历史上的第一次飞天。于是出现了“飞天实验”的壮举。

《探索历史》杂志称陶成道的飞行可以说是人类利用火箭作动力升天的最早试验活动，用自己的生命为中国后世开辟出了一条探索天空和宇宙的道路，是世界上第一个利用火箭向太空搏击的人。文中同时表示其研制的蛇形飞车是人类有史以来了不起的发明，其开创的飞天事业亦得到了世界的公认，并提到美国和苏联的火箭专家对他的赞扬。

### 流傳于其它国家
除在美国和中国广泛流传外，「萬戶飛天」的故事亦有流传于英国、苏联、日本、印度、加拿大、爱尔兰等其它国家。英国火箭专家麦克斯韦尔（W. R. Maxwell）曾表示“万户的故事是火箭早期历史上一个有趣的事件”。苏联火箭学家费奥多西耶夫（В.И.Хеодосьев）和西亚列夫（Г.Б.Синярев）曾在其出版的《火箭技术导论》著作中就万户的事迹评价道：“中国不仅是火箭的发明者，也是首先利用固体燃料火箭把人送到空中去的幻想者”。
来自于日本的资料也引述了「萬戶飛天」的故事，例如日本学者的川泰宣在其日文作品《迷恋太空的男人》（宇宙に取り憑かれた男たち, 2000）中对故事进行了叙述，并将主人公的名字翻译为“王富”（日语：／ wanfū），称王富为“明朝的高级官吏”、升空时驱使了47名“苦力”。至于故事发生时间，其采用了早期美國作家威利·雷伊所估计之约1500年。而日本京都同志社大学教授玛丽·托斯顿（Marie Thorsten）则在其作品《超人日本：美日关系中的知识、国家和文化》（Superhuman Japan: Knowledge, Nation and Culture in US-Japan Relations, 2012）中表示万户（Wan Hu）之事迹展示了世界上首次火箭尝试。
爱尔兰科普作家、广播员布莱恩·哈维（Brian Harvey）在其作品《中国的航天计划 - 从构思到载人航天》（China's Space Program - From Conception to Manned Spaceflight, 2004）中对万户其人其事有以下描述，认为万户是中国古代的发明家（或行政官员），时间估计为16世纪，称万户设计的火箭推进椅是有历史记录以来第一个类似于载人航天火箭的设计：

A 16th century inventor (some say he was an administrative official) called Wan Hu designed a rocket-propelled chair on which he planned to ascend into heaven. He built an open wickerwork cabin, to which he fitted 47 rockets underneath and above, with two kites to keep him aloft. Wan Hu disappeared in flame and smoke and was never seen again. A crater on the Moon is now named after him, so in one sense he made it to the heavens after all. This is the first recorded design of something approximating to a manned space rocket.
万户是一位16世纪的发明家（有人说他是行政官员），他设计了一把火箭推进椅，打算坐上它升上天空。他建造了一个开放式柳条编织小屋，在小屋的上下安装了47枚火箭，还有两只风筝让他保持飞行。万户在火焰和烟雾中消失，从此再也没有出现过。月球上的一个陨石坑现在以他的名字命名，所以从某种意义上说，他终于登上了天堂。这是有记录以来第一个类似于载人航天火箭的设计。

英国教授洛伊佐斯·赫拉克勒斯（Loizos Heracleous）、爱尔兰教授路易斯·布伦南（Louis Brennan）及意大利经济学家亚历山德拉·维奇（Alessandra Vecchi）则在他们合著的作品《超越自我：探索太空商业》（Above and Beyond: Exploring the Business of Space, 2018）中如下讲述了「萬戶飛天」的故事，认为中国官员万户建造宇宙飞船之传奇事件发生于14世纪，其努力是世界上首次将人类送入太空之尝试：

Chinese legend tells us of the first attempt to propel a man into space made in the 14th century by the Chinese official Wan Hu. He built a spacecraft with a chair, kites and 47 gunpowder filler bamboo rockets. There was a loud explosion followed by smoke and Wan Hu was never seen again.
中国传奇故事讲述了14世纪的中国官员万户首次将人类送入太空之尝试。他用一把椅子、风筝和47个装有火药的竹火箭建造了一艘宇宙飞船。一声巨响后烟雾弥漫，从此万户便不见了。

与此同时，印度的國家航天機構印度空间研究组织顾问达斯（S. K. Das）在其作品《有关火箭的一切知识》（ALL ABOUT ROCKETS, 2010）中亦讲述了万户（Wan Hu）的故事，表明万户为明朝某个时期的官员，常常梦想飞到太空，故坐在建造好的椅子上并手持风筝准备升空，但当火箭被点燃乃至爆炸发生后万户及其椅子均消失不见，无人确切知道他发生了什么。达斯表示有传言说万户实际飞到了太空，故被称为“月球上的人”。达斯认为万户这种使用火箭升空的想法无论如何是正确的，并被视为“太空先驱”而受到纪念。印度教授叶海亚（S. M. Yahya）则在其作品《可压缩流动的基本原理》（Fundamentals of Compressible Flow, 2003）中认为万户试图乘坐火箭推进的椅子飞行，但在火箭点燃后所引发的爆炸中去世，故未能实际升空。印度空间研究组织下属的研究中心主任克里希那穆蒂亦表示“（万户的努力）可以认为是现代太空探索火箭集群概念的先驱”。
加拿大麦吉尔大学的一篇研究论文在描述了万户建造火箭座椅试图飞到月球的传奇事件后亦称爆炸发生后万户虽消失不见但历史并未告诉后人万户当时到底发生了什么，所以通常只能假设最坏的情况。论文表示不管当时是否真的如此，万户最终到达了月球，因为月球上的一座环形山以他命名。
不仅如此，万户的事迹多次登上了一些国家所发行的邮票，例如非洲的贝宁共和国就于1999年发行过万户飞行的邮票。
「萬戶飛天」的故事不仅流传于世界上许多国家，联合国等国际机构也有对万户的事迹进行讲述，例如联合国秘书处下属的聯合國裁軍事務廳出版的资料《21世纪裁军议程》（A Disarmament Agenda for the Twenty-first Century, 2002）中认为万户本为14世纪的中国工匠，后来做出了飞向天空的尝试。该资料表示“几个世纪以来，人类一直渴望探索、开发和利用太空”，中国人万户就是一个例子，“虽然他失败了，但他的梦想一直激励着后人”。

## 故事考证
「萬戶飛天」的故事在世界上许多国家流传，但由于現存中國歷史資料中尚未發現关于该事件的确切記載，有人试着针对事件本身及其早年流传过程进行考证。

### 对故事早年在中国之外传播之考证
以下是据中国上海图书馆馆员祝淳翔等人根据目前能查到的资料所分析的故事早年在中国以外的传播过程，截止到1944年。但此说法具有争议，许多学者持不同看法，认为可能有更早的或许已失传的其它来源。例如李学通和宋庆国等中国学者、航天专家即表示1945年美國科普作家赫伯特·齐姆对于万户事迹的来源是美国传教士从中国带回西方的一本中国古籍或手抄本，而非20世纪的西方文献。
據图书馆参考馆员祝淳翔所著之考證文章，其所能查到的「萬戶飛天」的最早出處是在1909年10月2日《科学美国人》雜誌，由小約翰·厄弗萊斯·魏肯斯撰寫的文章〈當代伊卡洛斯〉（The Modern Icarus）。在這篇文章的開頭部分，小魏肯斯叙述了一个与後世流傳的万户飞天相似的故事，但人名为「Wang Tu」，他最終並沒有殞命，且时间为公元前2000年：

Tradition asserts that the first to sacrifice himself to the problem of flying was Wang Tu, a Chinese mandarin of about 2,000 years B.C. who, having had constructed a pair of large, parallel and horizontal kites, seated himself in a chair fixed between them while forty-seven attendants each with a candle ignited forty-seven rockets placed beneath the apparatus. But the rocket under the chair exploded, burning the mandarin and so angered the Emperor that he ordered a severe paddling for Wang.
传说第一个将自己献身于飞行难题的人是Wang Tu，一位约公元前2000年的中国官员，他建造了一对大而平行的水平风筝，将己身置于一把下方固定47枚火箭的椅子，由47个侍从手执蜡烛点燃。但椅子下的火箭发生爆炸，将官员点着，因此惹怒了皇帝，下令罚他吃一顿重重的戒尺。

不过，公元前两千年时中国还没有文字记录，属于传说中的夏代。皇帝的稱號要在两千年之后的秦始皇才開始使用，而火药的发明更要在三千年后的宋朝時期。此外，在這篇文章之后还有某些中国以外其他地方试图昇空但失敗的故事。
祝淳翔认为这则「传说」信口编造的成分居多。《科学美国人》是一本科普杂志，以经常登载诺贝尔科学奖的大科学家的严谨又不失活泼的科普文章而著称于世。祝淳翔推測《科學美國人》這一雜誌之所以會刊登這一「荒诞不经的胡诌」，是爲了中傷和詛咒德国人。同期《科學美國人》正在報導德國公司營運的齊柏林飛艇，完成了從腓特烈港到柏林的第一次試航。當時美國的經濟地位已躍居世界第一，但在載人航空領域卻被德國人佔了先機。祝淳翔认为爲了排遣妒恨，作者小魏肯斯便借伊卡洛斯飛高喪生，還有其他昇空失敗的神話故事中傷德方，以逞一時之快。
不过，小魏肯斯的Wang Tu故事很快就銷聲匿跡，沒有流傳開來。直到苏联科普作家尼古拉·雷寧在1928年至1932年間主編出版了一套九卷本的百科全書《星際通訊》（Межпланетные сообщения），這也是世界上第一部關於噴氣推進與航天技術史及理論的百科全書式著作。其中在1929年出版的第四卷《火箭和直接反應發動機》（Ракеты и двигатели прямой реакции）中，出现了事迹与Wang Tu相似的人物，名字拼寫作西里爾文的「Ван-Гу」（Wang-Gu），人名與小魏肯斯文章的Wang Tu略有不同。

最初對於火箭的使用，可以追溯到遠古時代。顯然，火箭首次出現於公元前3000年。在中國，火箭首先被當作煙火爆竹，用於娛樂，然後再用於軍事。根據傳說，火箭也用於人們的空中運輸。傳說中國官員Ван-Гу製作了兩個大型平行水平風箏，固定在兩者之間的一個座位上，在這些裝置下方，又安置了47枚火箭，他讓47名僕人同時點火。然而，由於座位下方的火箭發生了爆炸，而以失敗告終。不幸而令人感到悲傷的是，在隨後的火災中，發明者本人也一命嗚呼了。

不過雷寧在之後1932年出版的《星際通訊》第九卷《天文導航、編年史和參考書目》中，该人名拼寫作西里爾文的「Ван-Ту」（Wang Tu）。因此推測雷寧所寫的內容可能曾參考過小魏肯斯的Wang Tu故事。但无论如何，在雷寧的著作中，萬戶是在爆炸後的火災中喪生，爲一個爲科學獻身的先驅人物。
1944年，美國德裔科普作家、自然史学家威利·雷伊出版著作《火箭：平流層外旅行之未來》（Rockets: The Future of Travel beyond the Stratosphere），将故事的主人公的名字写作Wan-Hoo。雷伊出生於德國柏林，精通德、英、意、法、俄多种語言，在納粹上台後因厭惡其理念，於1935年離開德國，最終定居美國。祝淳翔认为雷伊和蘇聯作家雷寧有書信往來，以交換最新的航天和火箭資訊，故祝淳翔推测雷伊的这个飞天故事很可能來自雷寧的作品，同时按俄文对音翻译成「Wan-Hoo」。雷伊在其著作中表明他無法確定故事是传说还是事实，並且把其飛天發生的時間根據火箭技術的發展程度估計爲公元1500年左右，而不是不切實際的公元前數千年。雷伊同时称“Wan-Hoo在发明并试验一种火箭飞行器时，颇为壮观地自我牺牲了”。

Another such isolated instance of the application of rocket power is a story which may be legendary or it may be true─there is no way of telling. It centers around the otherwise completely unknown person of a Chinese official whose name is given as Wan-Hoo. This Wan-Hoo, the story goes, committed a rather spectacular suicide in or around A.D. 1500 by inventing and testing a rocket airplane. He took two large kites and connected them with a framework in the center of which a saddle was fastened. Forty-seven large powder rockets had been attached beneath the kites in strategic places and forty-seven coolies stood ready with flaming torches to ignite these rockets at a prearranged signal. When everything seemed ready, the learned and daring Wan-Hoo seated himself in the saddle and finally signaled to the waiting coolies. They rushed at the machine, each one applying his torch to the rocket he was to ignite, and Wan-Hoo and his machine disappeared in a noisy cloud of black smoke.
火箭動力應用的另一個孤例是一則故事，它可能是傳說，也可能是事實──無法分辨。故事的主角是一位完全不為人所知的中國官員，他的名字叫Wan-Hoo。據說這個Wan-Hoo在西元1500年左右，因發明和測試火箭飛機而自殺了，他自殺的場面相當壯觀。他拿了兩隻大風箏，把它們與一個框架連接起來，框架的中心固定著一個馬鞍。47枚大型火藥火箭固定在風箏下方，47名苦力拿著火炬隨時待命，依照預先安排的訊號點燃這些火箭。當一切就緒時，博學而勇敢的Wan-Hoo坐上馬鞍，最後向等待的苦力打了個手勢。在Wan-Hoo示意後，苦力們衝向機器，將自己手中的火炬點向火箭。在一陣吵雜的黑煙過後，Wan-Hoo和他的機器都消失不見了。

### 在中国传播后对事件本身之考证
从故事于中国流传之初，一些中国学者即开始对事件本身进行考证。中國本土首位考證萬戶故事的是清华大学的刘仙洲教授。1962年，劉仙洲在其著作《中國機械工程發明史》中，轉述了1945年美國科普作家赫伯特·齐姆的《火箭與噴射》（Rockets and Jets）一書中關於「Wan Hoo」的記載。由於齊姆書中未提供出處，劉仙洲也未能在中國書裡找到類似記載，於是揣測「Wan Hoo」是官名「萬戶」，更猜測作者齊姆或許是參考了某本手抄本的記載。劉仙洲在其作品中表示：
這一個已經載在外國人所寫的書上，並且是一個很重要的發明故事，在我國書上還始終沒有找到。這位Wan Hoo先生的中文姓名是什麼，我也始終沒有找到。我曾推想他或者姓「萬」或者姓「完」，但只是亂猜一陣，毫無結果。後來我想，在那個時代，軍隊裡有「萬戶」「千戶」等官名，也許Zim參考的那個手抄本上是記載的官名，他誤把他當作姓名了。
1987年，中国科学院自然科學史研究所潘吉星教授，在《中國火箭技術史稿》第四章〈明代的火箭〉中，引用《明史·兵志》稱，「萬戶」一職在明初已廢，改稱都指揮使，因此認爲「Wan Hoo」不是指「萬戶」的官職，而應該是人名。可惜的是，在翻閱了大量古籍之後，相關的記載依舊空空如也。潘吉星於是建議在未查到中文原名前，姑且將Wan Hoo音譯為「萬虎」，並呼籲有志者繼續努力，發掘本源。
中国科普博览网站的文章认为，“（万户飞天的事迹）是一个举世公认的事实，但遗憾的是，迄今在国内没有找到直接的第一批中文转述者，将‘Wan Hoo’翻译为‘万户’，并以为是官阶名称。14世纪末应是明朝初年，但明朝并无此官阶，因而有人认为应译为“王虎”或“万虎”。不过，如何翻译并不重要。既然开始译为“万户”，现在又被广泛地接受，根据约定俗成原则，应维持“万户”的译名为好。更重要的是，应努力在考证史实上下功夫。”不过也有其他观点不同意明朝（至少初年）无“万户”官阶之说法，如根据史料朱元璋（明太祖）曾建立“民兵万户府”故明朝初年可能存在“万户”之官职。
对于当年美國科普作家齊姆所述内容的出處，中国航天专家、中国飞行试验研究院副院长宋庆国在其2016年著作《史诗般的跨越：航空及其技术发展历程》中表示齊姆对于事件的来源所依据的是一份美国传教士手中从中国流落出的古籍，然而齐姆在1990年代初去世后，该典故的出处便无迹可寻了。宋庆国认为记载着万户事迹的中文文献很可能存在于欧美某处，但有待后人发掘。
隶属于中国科学院的《中国国家地理》月刊曾发表过学者李学通的文章亦提到齊姆自己说过“他是根据传教士带回西方的一本中国古老的手抄本得知万户的”，但在无法确定手抄本下落的情况下不能查证出其中的名称和年代。文章同时表示“国外的专家们已把他（万户）的壮举当作科学史料来对待，并在月球上给留下了一席之地，国内的学者也把他引入了中国机械发展史。事实上，几乎每个中国人都希望这不是一个传奇的故事，而是一段真实的历史。但是，这毕竟没有得到完全证实。我渴望这个缺憾能在不久的将来得到弥补”。
中国空间探测专家、中国科学院国家空间科学中心研究员吴季后于其2021年著作《空间科学概论》中表明「萬戶」只是其官职或封号，其真名为陶成道。中国卫星遥感应用及测绘专家颜翔亦在其2022年著作《看见又看不见的太空》中认为陶成道（初名陶广义）因功被朱元璋封为“万户”故人称“万户”，但“万户”并非其本名。
| 年份 | 作者                 | 主角人名         | 故事年代               | 主角去世 | 備註                               |
| ---- | -------------------- | ---------------- | ---------------------- | -------- | ---------------------------------- |
| 1909 | 小約翰·魏肯斯        | Wang Tu          | 公元前2000年           | 否       |                                    |
| 1929 | 尼古拉·雷寧          | Ван-Гу (Wang-Gu) | 無                     | 是       | 之後1932年寫作Ван-Ту（Wang Tu）    |
| 1944 | 威利·雷伊            | Wan-Hoo          | 公元1500年             | 是       |                                    |
| 1945 | 赫伯特·齐姆          | Wan-Hoo          | 16世紀初               | 是       |                                    |
| 1962 | 劉仙洲               | 萬戶             | 14世紀末               | 是       | 認爲是官職名「萬戶」               |
| 1987 | 潘吉星               | 萬虎             | 15世紀初（明永樂年間） | 是       | 認爲是人名，暫譯「萬虎」           |
| 2006 | 美國眾議院撥款委員會 | Wan Hu           | 14世紀                 | 是       |                                    |
| 2013 | 中国教育部审定教科书 | 陶成道（萬戶）   | 14世紀末               | 是       | 表明「萬戶」本名陶成道             |
| 2022 | 颜翔                 | 陶成道（萬戶）   | 1390年（明洪武年間）   | 是       | 表明陶成道初名陶广义，获封「萬戶」 |

## 真偽辯疑
虽然「萬戶飛天」的故事在中国、美国及世界其它一些国家广泛传播，并且月球背面的一座环形山以万户的名字命名，但現存中國歷史資料中尚未發現关于萬戶其人其事的确切记载，故「萬戶飛天」故事的真实性存在争议。
美国太空运输系统专家沃尔特·塞拉在其著作《超越火箭科学的英雄事迹：留在太空》（Beyond the Saga of Rocket Science: In Space to Stay, 2019）中认为“尽管其努力注定要失败，但中国学者万户已被公认为第一个尝试借助火箭飞向太空的人”，美國政府机构如美国空军部、美国国家航空航天局和美國眾議院撥款委員會等公布的官方资料中亦有类似的说法。不过美國科普作家羅恩‧米勒在他的著作《夢想機器：藝術、科學與文學中的太空船歷史圖解》（The Dream Machines: An Illustrated History of the Spaceship in Art, Science and Literature, 1993）中认为：「大多数的權威学者，包括著名汉学家李約瑟都认为万户的故事是伪造的。故事中大量的自相矛盾，且无法找到早於1909年的出版资料都说明这一点。这个故事很可能是在欧洲17至19世纪的中国风时期基于对东方的幻想编造出来的」。
中國上海图书馆馆员祝淳翔認同「萬戶飛天」故事的真正源頭是1909年10月2日的《科学美国人》雜誌，但他并不认同故事创造于西方中国风时期之论断。他认为到19至20世纪之交西方早就走出了此前的对华蜜月期，态度已发生了根本的转变。目前已知關於萬戶最早的资料都是出自20世纪上半叶的西方文獻，並在20世紀中期後通过翻译流传到中国。由于流传的资料并非直接来源于中文古文獻，故潘吉星等人無法確定「Wan-Hoo」（后逐渐改用「Wan Hu」或「Wan-Hu」）所对应的中文是“万户”还是“万虎”。祝淳翔亦称美国科学史学者弗兰克·温特曾猜测其名可能中文意为“妄狐”（"crazy fox"），传说类似于布雷尔兔故事所寓意的“处事勿鲁莽”。
中国航天专家胡其正则表示「萬戶飛天」故事最早见于美國科普作家赫伯特·齐姆于1945年出版的作品，但尚未发现可靠古籍文献记载佐证，不过并不能排除来自于中国古代失传典籍。胡其正认为故事的逻辑性存在一定的疑问，同时不能确定「万户」是人名还是官职名称。他认为虽然不能排除故事是虚构的可能性，但是通过这些西方讲述亦可以推知中国火箭技术在当时世界领先是不争的事实。
中國学者帅平认为萬戶飛天的事迹是很有可能真实存在的。他在分析了故事的相关资料后认为万户是首位利用火箭推力飞行的英雄，为人类探索未知领域做出了重要贡献，但现有的早期记载这一故事的西方文献均未标明所引史料的出处这点令人感到疑惑。他提到「部分学者认为，这些史料可能来自中文手抄本，故无法记载其出处」。他表示虽然万户飞天故事的史实有待确认（甚至不排除成为永远的历史之谜），但有以下几个历史事实是清楚的：
1. 明代是中国古代火箭技术发展的鼎盛时期，利用火箭推力飞行自然成为当时人们朴素而普遍的思想。
2. 晚清时期，特别是1900年八国联军之役期间大量历史文物古籍流失海外，万户的事迹或许在很大程度上记载在这些史料中。
3. 虽然外国文献中关于万户飞天的故事有多种版本，但对故事细节的描述大体一致，如故事的发生时代、一把椅子、47枚火箭、两只风筝以及点火的随从等，也明显地表明了各版本基本出自同一史料。
4. 根据王士倬将故事讲给钱学森的时间，可以推断万户飞天的传说早在1940年代以前就已在西方学者中广为流传。
5. 万户飞天故事之已知最早文献来自美国，美国学者并无必要编造一个古代中国人试图用火箭飞入太空的冒险故事并加以广而传之。

中国航天专家宋庆国认为1945年美國科普作家赫伯特·齐姆对于事件的来源所依据的是一份美国传教士手中从中国流落出的古籍，而中国科技史学界未找到现存中国历史文献中关于此事的确切记载可能是18世纪的文字狱造成明代书籍损毁所致。他表示明朝时期大量的传教士、商人来到中国，在传播基督教的同时，收集并带走了中国古籍，被公认的火箭起源于中国的证据也指明了传教士手中资料的存在，故记载着万户事迹的中文文献很可能存在于欧美某处，只不过有待后人发掘罢了。
中国学者李学通在发表于隶属于中国科学院的《中国国家地理》的文章中亦提到赫伯特·齊姆自己说过“他是根据传教士带回西方的一本中国古老的手抄本得知万户的”。李学通表示“从历史背景和技术水平的角度看，作为火箭发源地的中国，在明代进行了人类首次乘火箭飞行的实验，是符合情理的，是有其必然性的。因此，虽然万户飞天的故事尚未得到完全核实，但他被多国火箭专家推崇为第一个企图利用火箭作为运载工具的英雄、幻想者和探险家”，并提及“西方火箭专家们的许多专著中，都曾以崇敬的态度提及万户，尊他为‘世界上第一个想到利用火箭飞行的人’”。李学通认为“虽然‘万户飞天’的故事无法考证，他的两件飞翔法宝——风筝和火箭，却是世所公认的中国古代重大发明，而且发明时间远远早于故事中的明代。换个角度说，那时的风筝与火箭制作技术已比较‘成熟’，这段历史确有存在的可能性”。
中国北京航空航天大学的李成智教授亦提到部分学者认为萬戶飛天是真實存在的：第一，外国人且是来自欧美不同国家的人，不太可能凭空编造一个中国古人飞天的故事，他们可能根据欧洲传教士在明清之际来华时听到这个事件，然后口耳相传得知；第二，这些欧美学者也可能间接依据中国一本已经失传的古代文献中的记载，把这个故事写进书中的。毕竟，中国古代除正史外，还有大量的笔记、杂记、杂说、小说等文献存世，其中某一文献的作者可能亲历了此事，并将它记录下来，但后来因某种原因失传了。
与此同时，亦有不少更近的中文资料包括官方教科书、政府网站、科技著作等認爲萬戶作为中国历史上的真实人物本名陶成道，在明朝初年作为功臣被封为「萬戶」。例如中国卫星遥感应用及测绘专家颜翔即认为他作为明朝的一位开国功臣名叫陶成道（原名陶广义），是一名优秀的火器专家，因功被明太祖朱元璋封为“万户”故人称“万户”，并因第一个尝试利用火箭飞天而被视为“世界航天第一人”。中国空间探测专家、中国科学院国家空间科学中心研究员吴季等亦明确表明「萬戶」只是他的官职或封号，而并非他的本名，同时表示其真名为陶成道。

## 相关
- 美国国家航空航天局为纪念万户，于1970年将月球背面的一座环形山以他的名字命名为「万户」，为国际天文联合会批准接受。[56]月球背面的环形山中一共有五座以中国人的名字命名，除万户外其他四人分别是战国的石申、东汉的张衡、南北朝的祖冲之和元朝的郭守敬，四人均为中国古代著名的天文学家。[57][58]
- 中国航天科普作家李龙臣曾与人合作，为了推测万户飞天的可能细节而根据明朝初年的社会政治和火箭技术状况撰写了一个曲折动人的万户飞天的科学故事，发表在《航天》杂志1986年第三期上，据称很受读者欢迎，并在中国广为流传。[11][37]
- 美國探索频道节目《流言終結者》的节目制作人员，在2004年的一集中曾经製作了万户的飞行座椅来进行发射实验，当烟花引燃后，座椅还未离开发射台便爆炸了，捆在座椅上的仿真人体模型被烧得惨不忍睹。他们也尝试過用新型的火箭推进器来代替古老的烟花进行实验，但是很难让座椅垂直升降。在節目中可以看到火箭推进器離地約1公尺左右時，已經變成橫向前進然後馬上就衝回地面。实验证明，利用捆绑在座椅上的小型火箭推进器難以产生足够的推力来使座椅升空的。雖然使用現代小型火箭能夠產生足夠推力，但並沒有持久性和穩定性來保持向上，更不用说要达到第一宇宙速度來進入地球軌道。[59]
- 在2008年上映的电影《功夫熊猫》中主角熊猫阿宝用类似的火箭座椅尝试进入会场。

## 延伸资料
- 朱毅麟. . 《国际太空》. 2001, (6, 7, 8).